# Pincia
Pincia là một chi bướm đêm thuộc họ Erebidae.